# Якубовиці (Намисловський повіт)
Якубовиці (пол. Jakubowice, нім. Jakobsdorf) — село в Польщі, у гміні Вількув Намисловського повіту Опольського воєводства.
Населення — 248 осіб (2011).
У 1975-1998 роках село належало до Опольського воєводства.

## Демографія
Демографічна структура станом на 31 березня 2011 року:
|          | Загалом | Допрацездатний вік | Працездатний вік | Постпрацездатний вік |
| -------- | ------- | ------------------ | ---------------- | -------------------- |
| Чоловіки | 128     | 21                 | 97               | 10                   |
| Жінки    | 120     | 20                 | 74               | 26                   |
| Разом    | 248     | 41                 | 171              | 36                   |